# Décembre 1869

## Événements
- 8 décembre : ouverture du Ier concile du Vatican, convoqué par le Pape Pie IX pour discuter du dogme de l'infaillibilité pontificale (1869-1870), mais prématurément interrompu par la guerre franco-allemande.

- 27 décembre : démission de l'ensemble du gouvernement. Napoléon III se résigne à la solution libérale et appelle Émile Ollivier.

## Naissances
- 6 décembre :  Albert Larroquette, enseignant, historien et géographe († 25 avril 1939).
- 18 décembre :
  - Richard Hentsch (mort le 13 février 1918), officier saxon
  - Harry Arthur Saintsbury (mort le 19 juin 1939), dramaturge et acteur de théâtre anglais
  - Fernand Hauser (mort en 1941), journaliste et poète français
  - Richard Ungewitter (mort le 17 décembre 1958), précurseur du naturisme allemand
  - Edward Redfield (mort le 19 octobre 1965), peintre américain

- 31 décembre : Henri Matisse, peintre français († 3 novembre 1954).

## Décès
- 18 décembre :
  - William Sanford Evans, politicien manitobain.
  - Louis Moreau Gottschalk (né le 8 mai 1829), compositeur et pianiste américain
- 30 décembre : Stephen Leacock, auteur.